# Ferdinand Verbiest
Compléments
Verbiest réforma le calendrier chinois et fut un conseiller scientifique de l'empereur de Chine
Ferdinand Verbiest, né le 9 octobre 1623 à Pittem (Flandre) et décédé le 28 janvier 1688 à Pékin (Chine), est un prêtre jésuite, mathématicien et astronome des Pays-Bas méridionaux qui, missionnaire et mathématicien à la cour de l'empereur de Chine, y obtint les plus grands honneurs comme « Président du tribunal des mathématiques » une position de grande influence.

## Études et formation
Ferdinand Verbiest fit ses humanités aux collèges de Bruges et de Courtrai, et un an de philosophie à Louvain avant d'entrer dans la Compagnie de Jésus en 1641. Après le noviciat, il fit encore deux années de philosophie à Louvain. En 1644 il y fut l'élève du fameux mathématicien André Tacquet. En vue de partir en Amérique du Sud, ses études de théologie se firent à Séville où il fut ordonné prêtre en 1655. N'obtenant pas des autorités espagnoles l'autorisation de partir pour le Nouveau Monde, il demanda, et obtint, la permission du Supérieur Général des Jésuites de se tourner vers la Chine. Il se joignit à un groupe dirigé par le Père Martino Martini.

## En Chine

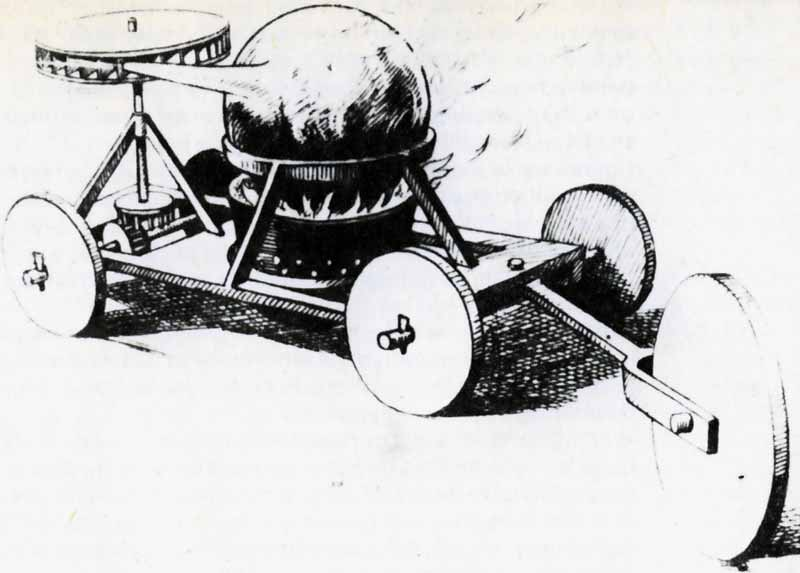
Véhicule à vapeur à roue à aubes dessiné par Verbiest en 1672.

Arrivé à Macao en 1658, il fut immédiatement appelé à Pékin par le Père Johannes-Adam Schall, dont les forces déclinantes demandaient un collaborateur. La réforme du calendrier à laquelle il s'attela à la suite d'Adam Schall le contraignit à dénoncer de graves erreurs de calculs astronomiques, ce qui lui acquit de nombreux ennemis parmi les mandarins de la cour impériale. Avec d'autres Jésuites, Verbiest fit de la prison, et échappa de peu à l’exécution capitale grâce à un tremblement de terre. Impressionné, l’empereur Kangxi, encore jeune, l’invita à participer à un débat contradictoire sur les mérites de l’astronomie chinoise et européenne. Le missionnaire gagna haut la main et fut nommé « Président du Tribunal des Mathématiques ».
Il demande au secrétaire d'État à la Marine qu'une étude scientifique d'une route maritime plus sereine soit établie car de nombreux missionnaires meurent avant d'atteindre la Chine. Louis XIV décide alors de l'envoi d'une ambassade à la cour de Siam.
La réforme du calendrier, un document officiel qui garantit aux souverains mandchous la légitimité accordée en Chine à une dynastie investie d'un mandat céleste, fut difficile à faire accepter, mais Verbiest réagit : « il n’est pas en mon pouvoir de convaincre le ciel à se plier à votre calendrier ». Le prêtre était devenu un ami de l’empereur auquel il apprit la géométrie et pour lequel il traduisit Euclide en mandchou. Il équipa d’instruments modernes l’observatoire de Pékin, ce qui lui permit d'établir une charte des éclipses solaires et lunaires.
Esprit ouvert et génial, Verbiest expérimenta en mécanique et étudia également l'utilisation de la vapeur. Il semble bien que, longtemps avant Joseph Cugnot, il imagina le premier véhicule propulsé à la vapeur. Son invention est décrite dans l’ouvrage rare Astronomia Europa de 1687, après une première évocation dans un livre chinois de vingt années antérieur. Avec l’aide de lettrés de ce même pays, il écrivit un grand nombre d’ouvrages scientifiques et dessina des cartes géographiques de l’empire du Milieu. Fidèle à sa vocation de missionnaire et désireux de faire connaître le Christ, il écrivit également (en chinois) des ouvrages religieux dont l’un, Explication ordonnée des rudiments de la foi, fut encore réimprimé en 1935.

## Popularité et réputation

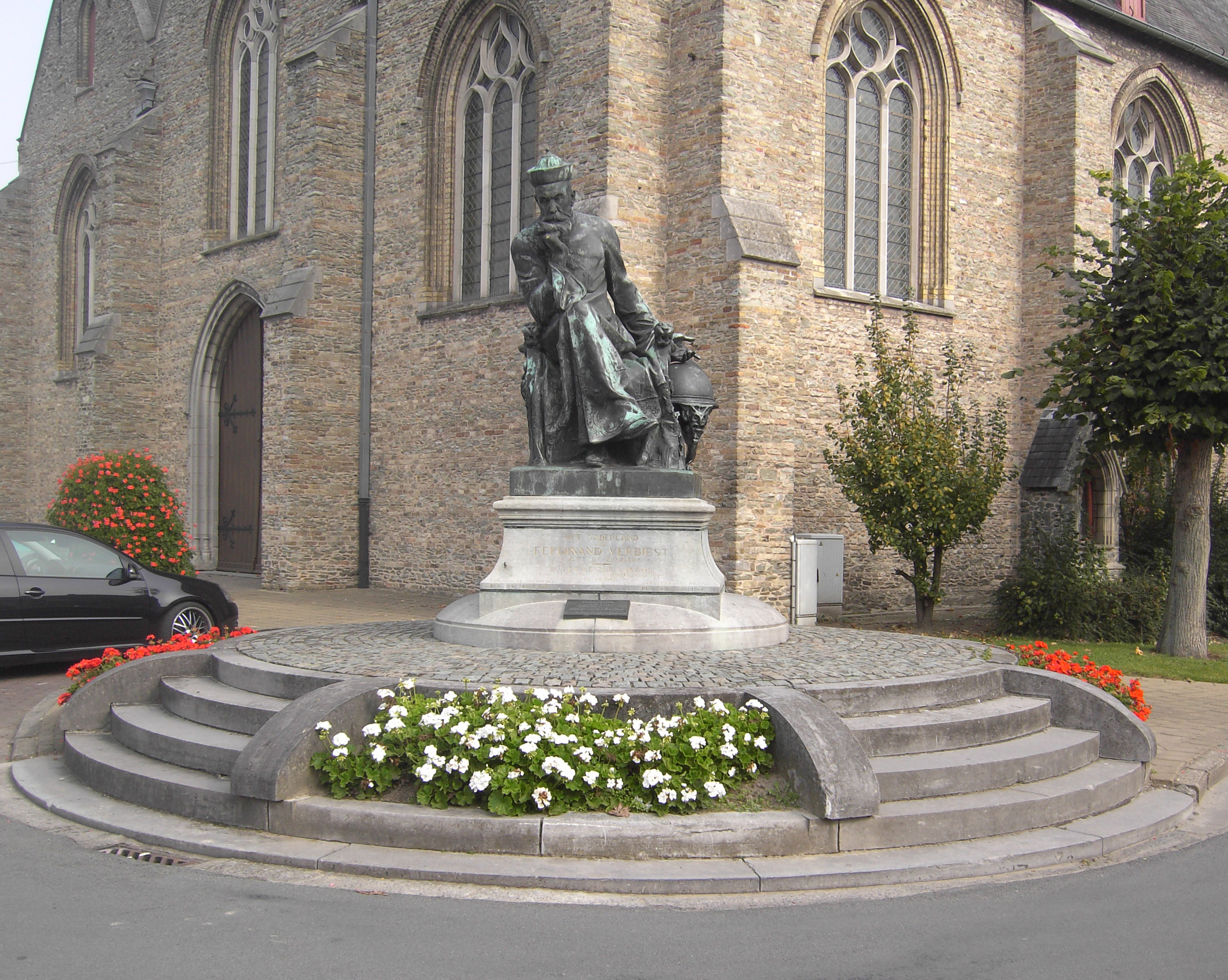
Monument de Verbiest dans son village natal.

Sa personnalité comme sa compétence acquit à la foi chrétienne des membres de la famille impériale, comme des lettrés et hommes de science. Son nom se trouve sur une liste de cent huit héros nationaux d’un livre populaire chinois. Enterré près de ses prédécesseurs, Matteo Ricci et Adam Schall, Ferdinand Verbiest est toujours vénéré.

## Œuvres principales
(en chinois)

Kunyu tushuo (Pékin, 1672) Biblioteca Marciana.

- Yixiang zhi, 1673 (sur les instruments et appareils astronomiques)
- Kangxi yongnian lifa, 1678 (sur le calendrier de l'empereur Kangxi)
- Jiaoyao xulun (explication des rudiments de la foi)

(en latin)
- Astronomia Euroapaea, 1687